# Кедикбалкан
Кедикбалкан е платовидна земя Източния Предбалкан, област Търговище, разположена между долините на реките Голяма река (десен приток на Стара река) и Врана (ляв приток на Голяма Камчия).
Платото се издига източно от долината на Голяма река, която го отделя от разположените на запад Антоновски височини. На изток Търговищкия пролом на река Врана (ляв приток на Голяма Камчия) го отделя от Преславска планина. На север долините на реките Черни Лом и Лилякска река (ляв приток на Врана) го отделят от Лилякското плато и тук минава условната граница между Източната Дунавска равнина и Източния Предбалкан. На юг долината на река Ялъдере (десен приток на Голяма река) го отделя от историко-географската област Сланник, а на югоизток чрез ниска седловина се свързва с най-северните разклонения на Лиса планина.
Дължината на платото от запад на изток е около 20 км, и ширина до 6 – 7 км. Най-висока точка е връх Гюрген (577 м), разположен в източната му част, на около 700 м южно от село Пайдушко. Северният склон, обърнат към Лилякското плато е стръмен, а на юг билото постепенно се понижава. Изградено е от долнокредни мергелни варовици. Почвите са тъмносиви горски. Северните му стръмни склонове са обрасли с ниски храстови гори от габър, липа и цер. Южните и западните по-ниски части са заети от обработваеми земи и пасища.
В платото и по неговите склонове са разположени 11 села: Божурка, Братово, Китино, Козма Презвитер, Конак, Коноп, Любичево, Моравка, Пайдушко, Трескавец и Цветница.
Кедикбалкан от югоизток на северозапад, между селата Горна Хубавка и Конак, на протежение от 17,3 км се пресича от участък от третокласен път № 409 от Държавната пътна мрежа Омуртаг (град) – Попово.

## Топографска карта
- Лист от карта K-35-29. Мащаб: 1 : 100 000.
- Лист от карта K-35-30. Мащаб: 1 : 100 000.